# Дире
Дире (фр. Diré) — город в центральной части Мали, в области Томбукту. Административный центр одноимённого округа.

## География
Расположен в южной части области, 80 км к юго-западу от города Томбукту, на левом берегу реки Нигер.

## Население
По данным на 2013 год численность населения города составляла 12 092 человека. Коммуна Дире по данным на 2009 год имеет население 22 365 человек. Основной язык населения — сонгай; вероисповедание — ислам. Основные занятия населения — сельское хозяйство и торговля.
Динамика численности населения города по годам:
| 1998   | 2013   |
| ------ | ------ |
| 10 732 | 12 092 |